# 厚別山本公園
厚別山本公園は、札幌市厚別区に計画・建設中の総合公園である。札幌市の環状グリーンベルト構想の拠点の一つであり、2025年に完成予定である。

## 概要
札幌市厚別区・白石区にまたがる山本処分場を埋め立てた土地上に造成中の公園で、厚別区側にのみ位置する。山本処分場の同公園以外の範囲も将来的に予定である。札幌市が掲げる「環状グリーンベルト構想」の構成する、重要な拠点である。
建設中であるが、一部は市民に開放されており、園内には、パークゴルフ場・軟式野球場を始めとした、様々な設備がある。

## 沿革
引用：
- 昭和55年：環状夢のグリーンベルト構想提唱
- 昭和58年：山本処理場造成開始
- 昭和59年：廃棄物埋立開始
- 平成14年：山本地区埋立完了
- 平成18年：山本地区最終覆土完了
- 平成20年：環境影響評価手続き開始
- 平成21年：計画調査（基本構想）
- 平成22年：計画調査（基本計画）
- 平成23年：地盤調査等
- 平成24年：基本設計、環境影響評価手続き完了
- 平成25年～実施設計
- 平成26年～造成工事
- 令和3年：遊具等完成
- 令和7年：全体完成予定

## 施設
- パークゴルフ場
- ビオトープ